# كاري سميث
كاري سميث (بالإنجليزية: Carey Smith)‏ (16 أكتوبر 1960 بملبورن في أستراليا - ) هو لاعب كريكت أسترالي. لعب مع فريق فكتوريا للكريكت.

## وصلات خارجية
- كاري سميث على موقع إي آس بي آن كريك إنفو (الإنجليزية)